# قفس پرنده
قفس پرنده (به انگلیسی: The Birdcage) فیلمی است محصول سال ۱۹۹۶ به کارگردانی مایک نیکولز. در این فیلم بازیگرانی همچون رابین ویلیامز، جین هکمن، ناتان لین، دایان ویست، هانک آزاریا، کریستینه بارانسکی، گرانت هسلو و تام مک‌گوان ایفای نقش کرده‌اند.

## خلاصه داستان
میامی. زوج «آرماند» (ویلیامز) و «آلبرت» (لین) با هم زندگی می‌کنند. «آرماند» سرپرستی یک کلوب شبانه را به عهده دارد که «آلبرت» در آن برنامه اجرا می‌کند. تا آن که «وال» (فوترمن)، پسر بیست سالهٔ «آرماند» سر می‌رسد و خبر نامزدی اش را «باربارا» (فلوکهارت) دختر «سناتور کوین کیلی» (هاکمن) را به پدر می‌دهد. «وال» می‌خواهد پدر و مادر همسر آینده اش را به مهمانی شام دعوت کند و از «آرماند» می‌خواهد که طبیعی رفتار کند…

## مشروح داستان
آرماند گلدمن، صاحب همجنس‌گرای علنی یک باشگاه نمایش مبدل‌پوشی (دراگ) در ساوت بیچ به نام «قفس پرنده» است. شریک ظریف‌منش و پرزرق‌وبرق او، آلبرت، ستارهٔ اصلی برنامه‌های باشگاه با نام هنری «استارینا» است. آن دو در آپارتمانی بالای باشگاه زندگی می‌کنند، همراه با آگادور، خدمتکار پرشور و همجنس‌گرای گواتمالایی که آرزوی اجرای برنامه در شوی دراگ آرماند را دارد.
وال، پسر ۲۰ سالهٔ آرماند که حاصل رابطهٔ اتفاقی و مستی‌وار آرماند با زنی به نام کاترین است، به خانه بازمی‌گردد و اعلام می‌کند که قصد ازدواج با دختری به نام باربارا را دارد. گرچه آرماند و آلبرت از این خبر چندان خوشحال نیستند، با این حال تصمیم می‌گیرند از وال حمایت کنند.
پدر و مادر باربارا، سناتور کوین کیلی از حزب جمهوری‌خواه و همسرش لوئیس هستند. کوین یکی از مؤسسان گروه محافظه‌کار «ائتلاف نظم اخلاقی» است. کوین ابتدا با ازدواج مخالفت می‌کند، اما به‌زودی پایش به یک رسوایی سیاسی باز می‌شود: شریک او در ائتلاف و سناتور همکارش، مرده در تخت یک روسپی سیاه‌پوستِ زیر سن قانونی پیدا می‌شود. لوئیس او را قانع می‌کند که برگزاری مراسم عروسی دخترشان، تصویر خانوادگی و محترم او را ترمیم خواهد کرد. با این حال، سناتور نگران است که خانوادهٔ وال، به‌خاطر رسوایی، با ازدواج مخالفت کنند. بنابراین اصرار دارد که تا زمانی که با پدر و مادر وال صحبت نکرده و از انجام عروسی مطمئن نشده‌اند، موضوع به رسانه‌ها اعلام نشود. به همین دلیل، خانوادهٔ کیلی تصمیم می‌گیرند به ساوت بیچ سفر کنند.
باربارا نقشهٔ پدرش را برای وال شرح می‌دهد. برای پنهان‌کردن حقیقت دربارهٔ خانوادهٔ گلدمن، به والدینش گفته که آرماند مردی دگرجنس‌گرا، با نام خانوادگی «کولمن» (برای پنهان‌کردن یهودی‌بودن آن‌ها) و وابسته فرهنگی یونان است. آرماند از این‌که مجبور شود خود را پنهان کند ناراضی است، اما با اکراه می‌پذیرد نقش بازی کند. او با کمک دوستان و کارکنان باشگاه، آپارتمان را به شکل یک خانهٔ سنتی بازسازی می‌کند. آرماند و وال تلاش می‌کنند آلبرت را از خانه دور نگه دارند، اما وقتی موفق نمی‌شوند، آلبرت پیشنهاد می‌دهد که نقش دایی دگرجنس‌گرای وال را بازی کند. آرماند با کاترین تماس می‌گیرد و شرایط را توضیح می‌دهد؛ او نیز قول می‌دهد در مهمانی حاضر شده و نقش همسر آرماند را بازی کند. آرماند سعی می‌کند به آلبرت یاد بدهد که چگونه رفتاری «مردانه» داشته باشد، اما طبیعت پرزرق‌وبرق آلبرت، این کار را بسیار سخت می‌کند. در نهایت، آرماند درمی‌یابد که نقشه‌اش قرار نیست کسی را فریب دهد. آلبرت از این موضوع دلخور می‌شود و در اتاقش را به‌روی دیگران می‌بندد.
خانوادهٔ کیلی به آپارتمان بازسازی‌شدهٔ گلدمن‌ها می‌رسند. آن‌ها با آگادور روبه‌رو می‌شوند که برای امشب وانمود می‌کند یک خدمتکار یونانی به نام اسپارتاکوس است. کاترین در ترافیک گیر می‌کند و مهمانان در مورد «خانم کولمن» سؤال می‌کنند. ناگهان آلبرت وارد می‌شود، با پوششی زنانه و ظاهری شبیه یک زن میانسال محافظه‌کار. آرماند، وال و باربارا نگران هستند، اما کوین و لوئیس فریب ظاهر آلبرت را می‌خورند.
با وجود این‌که مهمانی با موفقیت پیش می‌رود، مشکل از آن‌جا آغاز می‌شود که رانندهٔ سناتور، موقعیت آن‌ها را به دو خبرنگار زرد، هری رادمن و عکاسش لو می‌دهد؛ آن‌ها که به دنبال خبر داغ در مورد ائتلاف اخلاقی هستند، خانوادهٔ کیلی را تا ساوت بیچ تعقیب کرده‌اند. آن‌ها هنگام بررسی باشگاه «قفس پرنده»، یادداشتی را که آرماند برای کاترین روی در گذاشته بود، برمی‌دارند. در نتیجه، وقتی کاترین از راه می‌رسد، ناخواسته نقشه را برملا می‌کند. وال ناچار می‌شود واقعیت را اعتراف کند و آلبرت را به‌عنوان پدر واقعی‌اش معرفی کند.
کوین ابتدا گیج می‌شود، اما لوئیس حقیقت را برایش توضیح می‌دهد و او را به‌خاطر اولویت‌دادن به منافع سیاسی‌اش بر خوشبختی خانواده‌اش سرزنش می‌کند. هنگام ترک آپارتمان، آن‌ها با جمعی از عکاسان زرد مواجه می‌شوند که منتظر گرفتن عکس‌اند. آلبرت راهی برای نجات خانواده پیدا می‌کند: او همه را با لباس زنانه در می‌آورد و از در پشتی آپارتمان به باشگاه «قفس پرنده» می‌برد، جایی که با اجرای آهنگ "We Are Family" از گروه Sister Sledge، بدون شناخته‌شدن موفق به خروج می‌شوند. در پایان، مراسم ازدواج باربارا و وال در مراسمی با حضور دو خانواده برگزار می‌شود که جنبهٔ میان‌دینی دارد.

## جوایز
این فیلم کاندیدای ۱ اسکار (کاندیدای اسکار بهترین طراحی هنری) در سال ۱۹۹۷ شد.